# Le Blé humain
Le Blé humain (en russe : Пшеница человеческая) est un article d'Ossip Mandelstam de 1922, étroitement lié aux autres œuvres du poète, qui reflète ses idées sur le présent et l'avenir de l'Europe.

## Création et édition
L'article Le Blé humain est écrit à Moscou en 1922 et publié le 7 juin 1922 à Berlin dans le journal des émigrants Nakanoune (La Veille). Après sa publication, l'article a été oublié (il n'est pas mentionné par Mandelstam ni dans les mémoires de sa femme Nadejda Mandelstam) et n'a pas attiré l'attention des chercheurs,.
En 1980-1982, les philologues Evgueni Toddes (ru) et Marietta Tchoudakova (en) ont tenté à plusieurs reprises et en vain de le faire paraître en URSS. En 1982, le philologue Lazare Fleichman (ru) publie l'article en russe à Vienne dans la revue Wiener Slawistischer Almanach. En Russie, dans la patrie du poète, l'article n'a été publié qu'en 1988 dans le Recueil Tynianovsk en annexe à un article de Toddes qui observe à cette occasion que : « En même temps, nous constatons des changements dans les conditions d'éditions du monde de l'écrit ». L'article a été réimprimé plus tard, y compris dans le deuxième volume du recueil complet des écrits et des lettres de Mandelstam (2010).
Quatre traductions de l'article sont connues : une en arménien (2012) de Gueorgui Koubatian, une en italien (2004) de Stephano Gardzonio, une en letton (1991) d'Alexandre Zapole et une en français (2004) d'Anne Faivre Dupaigre.

## Contenu et analyse
Selon Fleichman, l'article Le Blé humain est « l'un des documents les plus importants de la biographie créative de Mandelstam ». Toddes estime que sa valeur provient du fait qu'il contribue à préciser la réputation de Mandelstam comme européen, et « ses idées sur le présent et l'avenir de la culture ». Le philologue Sergueï Averintsev le considère comme un article « intelligent, sobre, réaliste » qui réfute l'idée suivant laquelle Mandelstam n'était pas capable de rationalité dans sa pensée et met en évidence sa pertinence dans l'actualité (l'article d'Averintsev date de 1990).
L'article Le Blé humain est comparable à une série d'autres œuvres de la même période ou antérieure à celle-ci : les articles Verbe et culture (1921), Le dix-neuvième siècle (1922), L'humanisme et l'époque contemporaine (1923),, Sur l'hellénisme dans la littérature russe (1923) ; les poèmes : Ménagerie (1917), Sur les pentes pierreuses de la Piérie... (1919), Acteur et ouvrier (1922), J'aime sous les voûtes du silence blanchi… (1922),,, À sa lèvre molle une rose écume de fatigue (1922),, Le siècle (1922), 1er janvier 1924 (1924), Gravide d'avenir le ciel… (Derechef dissonance de guerre…) (1924).
Le contexte politique de l'article est constitué de plusieurs événements diplomatiques qui ont eu lieu en avril-mai 1922 : les accords de Gênes avec la participation de la République socialiste fédérative soviétique de Russie, et le traité de Rapallo entre la RSFSR et la République de Weimar, qui entérinait un rapprochement économique entre la République soviétique russe et l'Empire allemand après des années de conflits sanglants.  Mandelstam espère que la coopération internationale, indépendamment des différences politiques, contribuera à l'établissement d'un silence bien aimé en Europe.
En même temps, son article est fortement dirigé contre le nationalisme et le messianisme, :

« L'ère du messianisme a pris fin de façon définitive et irréversible pour les peuples d'Europe. Tout messianisme stipule en gros que nous seuls sommes le pain, et vous simplement un grain indigne d'être moulu... »

« Toute idée nationale est condamnée à la nullité dans l'Europe contemporaine, tant que celle-ci ne se constituera pas en un tout, ne se sentira pas comme un personne morale. Aucun sentiment d'appartenance à un petit peuple n'est possible en dehors d'une conscience européenne maternelle commune. Quitter la dislocation nationale, l'état de grain dans un sac, pour aller vers une unité universelle, vers une internationalité, cela exige de nous une renaissance de la conscience européenne, le rétablissement de l'européisme en tant qu'appartenance à un grand peuple. »,

Mandelstam expose les principales dispositions de son point de vue sur l'intégration européenne, basé sur le christianisme et l'humanisme. La personnification de son européisme repose sur des penseurs tels que Kant, Goethe, Herzen (qui se promenait dans les régions d'Europe en faisant référence à l'expression de Marx Un spectre hante l'Europe), Nikolaï Karamzine, Fiodor Tiouttchev. On distingue aussi dans cette idée de l'européisme de Mandelstam des aspects d'une Utopie, qui se distingue du reste de la prose de Mandelstam. En protégeant l'humanisme et proclamant le nouveau lever de l'Europe, Mandelstam polémique avec l'article de Blok Naufrage de l'humanisme (1919) et l'ouvrage d'Oswald Spengler Le Déclin de l'Occident (1918),. Son article fait également écho à celui de Léon Trotski Sur l'actualité du slogan "États-Unis d'Europe" (1923).
Tout l'article est encadré, en commençant par le titre, par la métaphore du pain, du grain, du blé,,. 

« Aucune quantité de Russes, de Français, d'Anglais, ne peut constituer un peuple : mêmes grains dans un sac, même blé humain non moulu, pure quantité. Ce blé humain <...> a soif d'être moulu, converti en farine, cuit en pain <...> Et voici qu'à certaines époques le pain ne cuit pas. »

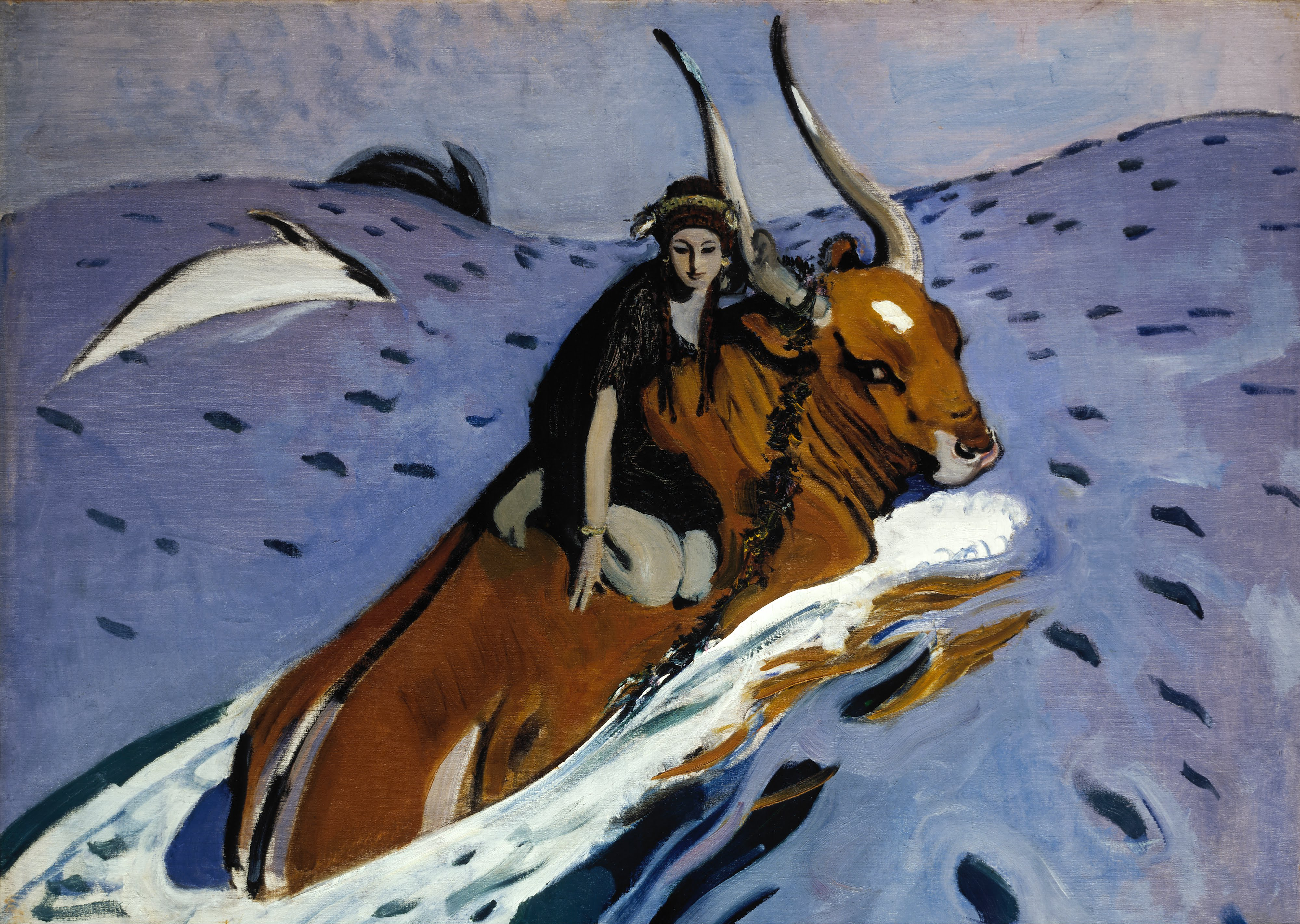
L'Enlèvement d'Europe par Valentin Serov

L'article se termine par une évocation de l'histoire mythologique de l'Enlèvement d'Europe interprété comme un mythe ancestral,. 

« ... Jupiter s'est métamorphosé en simple taureau et ... s'ébrouant lourdement avec aux lèvres une rose écume due à la fatigue, il a emporté sur sa large échine à travers les eaux de la terre un fardeau précieux : une tendre Europe qui de ses faibles bras se cramponnait à son encolure puissante et carrée. »

Mandelstam fera suivre cet article d'un poème intitulé À sa lèvre molle. Il s'inspire du tableau de Serov L'Enlèvement d'Europe qui est une réflexion sur les mythes et les origines du continent. 

« À sa lèvre molle une rose écume de fatigue,

avec rage le taureau éventre la vague verte

renâcle, lui s'il n'aime pas ramer, aime la femme,

inhabituel fardeau pour son échine et grand effort. »

,.
  
Les motifs de l'article reliés à des séismes et à des catastrophes géologiques sont importants . La révolution est présentée comme une catastrophe qui affecte la vie des pays. Mandelstam pose la question : la hache en silex de la lutte des classes tue-t-elle ou bien en tuant construit-elle un nouveau monde ?

### articles
- (ru) O Mandelstam (Мандельштам О. Э.), « Le Blé humain (Пшеница человеческая ) », 7, Накануне, no 58,‎ juin 1922, p. 2-3
- (ru) Mandelstam O., « Le Blé humain », 10, Wiener Slawistischer Almanach,‎ 1982, p. 454-461
- (ru) Mandelstam О., « Le Blé humain (Пшеница человеческая) », 1, Riga, Тыняновский сборник: Третьи Тыняновские чтения,‎ 1988, p. 214-218

### ouvrages
- Ossip Mandelstam,Œuvres complètes, traduites par Jean-Claude Schneider, appareil critique par Anastassia de La Fortelle, 2 vol. (I Œuvres poétiques, en édition bilingue, II Œuvres en prose). Ed. Le bruit du temps / La Dogana, 2018  (ISBN 978-2-35873-1218) et  (ISBN 978-2-358731201)
- (ru) Mandelstam O, Le Blé humain, t. 3, Moscou., Прогресс-Плеяда,‎ 2010, 760 p., p. 82-87
- (ru) Sergueï Averintsev [Аверинцев, Сергей Сергеевич], Averintsev et Mandelstam : article et matériaux, Moscou., РГГУ,‎ 2011, 311 p., Destin et nouvelle de O Mandelstam, p. 37-120
- (uk) E et M (GlazonaГлазова Е., Глазова М.), «Подсказано Дантом». О поэтике и поэзии Мандельштама, Kiev, Дух i літера,‎ 2012, p. 724
- (ru) Ralf Dutli (Дутли, Ральф), «Mon siècle, ma bête (Век мой, зверь мой)». Ossip Mandelstam biographie, Saint-Pétersbourg, Академический проект,‎ 2005, 432 p.
- Ralph Dutli (trad. de l'allemand par Marion Graf), Mandelstam, Mon temps, mon fauve : une biographie, Paris, La Dogana, coll. « [Le bruit du temps] », 2012, 606 p. (ISBN 978-2-35873-037-2), p. 254-291
- (ru) Encyclopédie Mandelstam, t. 1, Moscou., Политическая энциклопедия,‎ 2017, 574 p. (ISBN 978-5-8243-2176-0 et 978-5-8243-2096-1, lire en ligne)
- (ru) Encyclopédie Mandelstam (Мандельштамовская энциклопедия), t. 2, Moscou., Политическая энциклопедия,‎ 2017, 485 p. (ISBN 978-5-8243-2178-4 et 978-5-8243-2096-1, lire en ligne), Annexe 9 9: О. Э. Mandelstam. Traduction en langue étrangère et réception à l'étranger, ( Переводы на иностранные языки и рецепция за рубежом)
- (ru) A Mets (Мец А. Г. и др.), O Mandelstam recueil de poèmes et de lettres en 3 tomes (Полное собрание сочинений и писем: В трёх томах ), t. 2, Moscou., Прогресс-Плеяда,‎ 2010, 760 p., Комментарии, p. 471-745
- (ru) Pavel Polian pseudo Nerler, Con amore : Этюды о Мандельштаме, Moscou, Новое литературное обозрение,‎ 2014, 856 p.
- (ru) Irina Sourate [Сурат, Ирина Захаровна], Mandelstam et Pouchkine, Moscou., ИМЛИ РАН,‎ 2009, 384 p.
- (ru) Evgueni Toddes [Тоддес, Евгений Абрамович], « L'article Le Blé humain dans l'ouvre de Mandelstam (Статья «Пшеница человеческая» в творчестве Мандельштама 20-х годов) », 1, Riga, Тыняновский сборник: Третьи Тыняновские чтения,‎ 1988, p. 184-218
- (ru) Lazare Fleichman (Флейшман, Лазарь Соломонович), « Neizvestnaja stat'ja Osipa Mandel'štama », 1, Wiener Slawistischer Almanach,‎ 1982, p. 451-461 (lire en ligne)